# Resident Evil: Extinction
Resident Evil: Extinction è un film del 2007 scritto e prodotto da Paul W. S. Anderson, diretto da Russell Mulcahy e con protagonista Milla Jovovich.
È il terzo film della saga cinematografica Resident Evil, ispirata alla serie di videogiochi survival horror omonima prodotta dalla Capcom.

## Trama
3 anni dopo i fatti di Resident Evil: Apocalypse. Il virus T ha ormai causato una pandemia globale, trasformando la maggior parte della popolazione in zombi e uccidendo gran parte delle altre forme di vita del pianeta, così i pochi superstiti sono in continuo movimento per sfuggire alle innumerevoli masse di non morti.
Nevada (USA). Mentre il dott. Alexander Isaacs, sperimentando gli effetti del virus T sui cloni di Alice, crea dei "super zombi" e, deciso ad affrontarla lui stesso, si inocula il virus T dei super zombi per poi, però, venir ucciso dalla Umbrella perché si è preso troppe libertà decisionali, Alice (Milla Jovovich), dopo aver risposto a una richiesta di soccorso proveniente da Salt Lake City che, in realtà, era una trappola di alcuni psicopatici, intercetta via radio una stazione di servizio che trasmette la posizione di un rifugio immune dall'infezione in Alaska e poi ritrova Carlos Oliveira (Oded Fehr) ed L.J. che si sono uniti a un convoglio guidato da Claire Redfield (Ali Larter). 
Las Vegas (Nevada, USA). Alice convince il gruppo a seguirla in Alaska usando gli elicotteri presenti nella base della 'mbrella ma, qui, vengono attaccati dai super zombi di Isaacs che causano molte perdite, tra cui L.J. che, precedentemente morso, si trasforma e morde Carlos che, così, si sacrifica per creare un diversivo e permettere agli altri di partire con gli elicotteri. Tra coloro che sono partiti però non c'è Alice che, addentratasi nella base, ha saputo dalla Regina Bianca (versione migliorata della Regina Rossa) che, essendo portatrice sana, il suo sangue è la chiave per sconfiggere l'infezione e, così, ha deciso di scendere nei laboratori dove, però, si nasconde Isaacs divenuto, a causa del virus T e della successiva morte, un mostro enorme: il Tyrant. Scesa nei laboratori alla ricerca del Tyrant, Alice trova un suo clone in stato vegetativo che lei rianima, per poi venir attaccata da Isaacs; la lotta tra i due continua in repliche della Villa e dell'Alveare ed è proprio nella replica del corridoio d'accesso alla sala della Regina Rossa che Alice riesce a uccidere il Tyrant coi laser per poi venire salvata dal suo clone che li disattiva prima che la colpiscano.
Tokyo (Giappone). Il presidente della Umbrella, Albert Wesker è in videoconferenza coi dirigenti delle varie divisioni della multinazionale quando compare un ologramma di Alice che gli promette che andrà a trovarlo con centinaia di suoi cloni.

## Personaggi

### Personaggi principali
- Alice: protagonista della saga. È una ex agente di sicurezza della Umbrella Corporation affidata al controllo della Villa che, dopo i fatti dellAlveare, viene sottoposta a esperimenti col virus T dal dott. Alexander Isaacs al Raccoon City Hospital e poi alla Umbrella Medical Research Facility che le fa sviluppare forza e abilità sovrumane. È così che Alice aiuta Jill e Carlo a salvare Angela e poi Claire a fuggire in Alaska. Trovati i suoi cloni si appresta a uccidere Albert Wesker. È interpretata da Milla Jovovich.
- Claire Redfield: capo del convoglio a cui si sono uniti Carlos Olivera ed L.J. e che è alla ricerca di terre immuni dalla contaminazione. Incontra Alice e accetta la sua proposta di andare in Alaska. È interpretata da Ali Larter.
- Carlos Olivera: ex capo della squadra di forze speciali U.B.C.S. (Umbrella Biohazard Countermeasure Service) mandati dalla Umbrella a Raccoon City per contenere l'epidemia ma abbandonati e accusati di terrorismo. Si unisce al convoglio di Claire Redfield e muore sacrificandosi per gli altri perché ormai morente dopo esser stato morso da L.J.. È interpretato da Oded Fehr.
- dott. Alexander Isaacs: ricercatore della Umbrella Corporation a capo del Progetto Nemesis e del Progetto Alice. Sperimentando gli effetti del virus T sui cloni di Alice ha creato dei "super zombi" e, deciso ad affrontare lui stesso la donna, si inocula il virus T dei super zombi per poi, però, venir ucciso dalla Umbrella perché si è preso troppe libertà decisionali, e, così, trasformarsi in un Tyrant. È interpretato da Iain Glen.
- Albert Wesker: presidente della Umbrella. È interpretato da Jason O'Mara.

### Altri
- Lloyd Jefferson "L.J." Wade: ladruncolo unitosi al gruppo di Alice. Si unisce al convoglio di Claire Redfield e, dopo esser stato morso da uno zombi, si trasforma e morde l'amico Carlos Olivera. È interpretata da Mike Epps.
- Betty, Mikey, K-Mart e Otto: alcuni dei membri del convoglio di Claire Redfield. Sono interpretati rispettivamente da: Ashanti Douglas, Christopher Egan, Spencer Locke e Joe Hursley.
- Capitano Alex Slater: secondo in comando dopo il dott. Isaac. È interpretata da Matthew Marsden.

### Creature
- Tyrant: Dr. Alexander Isaac che si auto inoculazione il virus T dei super zombi e poi viene ucciso. Diventerà una delle B.O.W. (Bio Organic Weapons) della Umbrella. È interpretato da Iain Glen.
- zombi: umani infettati dal Virus T sfuggito da L'Alveare e tornati in vita come zombie affamati di carne umana.
- Cani zombi: cani da pastore belgi uccisi e poi rianimati dal virus T e usati da alcuni psicopatici di Salt Lake City. Vengono uccisi da Alice.

## Cast
Il personaggio di Claire Redfield (interpretato da Ali Larter) non era presente nelle prime bozze della sceneggiatura del film giacché Sienna Guillory avrebbe dovuto riprendere il ruolo di Jill Valentine, ma la Guillory ha poi rinunciato per dedicarsi alle riprese di Eragon.

## Produzione e distribuzione
Il film è stato girato in Messico tra il 17 maggio e il 22 agosto 2006 ed è costato 45 000 000 di dollari.
Negli USA il film è uscito il 21 settembre 2007 mentre in Italia il 12 ottobre 2007.

## Accoglienza

### Incassi
Il film ha incassato in tutto il mondo 150 000 000 di dollari superando il secondo film.

### Critica
Il film ha ricevuto un Rotten Tomatoes punteggio del 23% sulla base di 94 recensioni mentre Metacritic ha dato un punteggio "Misto o medio" di 41 su 100.